# Max Blecher
Marcel Blecher, detto Max (Botoșani, 8 settembre 1909 – Roman, 31 maggio 1938), è stato uno scrittore e poeta rumeno.

## Biografia
Max Blecher nacque l'8 settembre 1909 a Botoșani da una famiglia ebraica benestante.
Dopo i primi studi a Roman, si spostò a Parigi per studiare medicina, ma gli venne diagnosticata una forma di tubercolosi (malattia di Pott) e fu costretto ad abbandonare la facoltà per curarsi in vari sanatori prima di tornare in Romania dove passerà a letto gli ultimi dieci anni di vita.
Morì il 31 maggio 1938 a soli 29 anni, ma lasciò due romanzi, una raccolta di poesie, un memoir postumo, alcuni racconti, novelle e traduzioni, opere che, riscoperte negli anni e studiate con sempre maggiore interesse, lo hanno portato a ricevere il titolo di "Kafka Rumeno".
Nel 2013 gli fu assegnato postumo il Premio Nocturne per il romanzo Accadimenti nell'irrealtà immediata.
Il regista rumeno Radu Jude ha tratto dal romanzo autobiografico Cuori cicatrizzati il film Inimi cicatrizate vincendo il Premio speciale della giuria del Festival del film Locarno nel 2016.

## Opere principali

### Poesia
- Corp transparent (1934)

### Romanzi
- Accadimenti nell'irrealtà immediata (Întâmplări în irealitate imediată) (1936), Rovereto, Keller, 2012 traduzione di Bruno Mazzoni ISBN 978-88-89767-32-0; 2024 ISBN 979-12-5952-105-7
- Cuori cicatrizzati (Inimi cicatrizate) (1937), Rovereto, Keller, 2018 traduzione di Bruno Mazzoni ISBN 978-88-99911-18-8

### Memoir
- Vizuina luminată: Jurnal de sanatoriu (Apparso postumo nel 1947)